# Personen met een Autisme Spectrum Stoornis
Personen met een Autisme Spectrum Stoornis (PASS) is een Vlaamse zelfhulpgroep voor (jong)volwassenen met een stoornis in het autismespectrum en personen die een autismespectrumstoornis vermoeden bij zichzelf.
PASS werd opgestart in Antwerpen er volgden afdelingen in andere Vlaamse steden, waaronder Kapellen, Gent, Leuven, Hasselt, Brugge, Brussel, Sint-Niklaas en Turnhout. Het is een autonome vereniging. Het krijgt wel ondersteuning van de Vlaamse Vereniging Autisme, die de maandelijkse uitnodigingen verstuurt aan de leden. De vereniging wordt zelfstandig gerund door personen met een autismespectrumstoornis zonder inmenging van hulpverleners. Er worden maandelijkse meetings georganiseerd waar mensen met autisme elkaar kunnen ontmoeten en ervaringen uitwisselen.
PASS heeft geen banden met Personen uit het Autisme Spectrum, de vereniging uit Nederland voor personen met een autismespectrumstoornis.

## Activiteiten
PASS organiseert maandelijkse bijeenkomsten in diverse steden in Vlaanderen. Op deze dagen wordt er vaak een thema gekozen waar de leden dan in groep over kunnen praten.
Naast de reguliere PASS-afdelingen zijn er ook afdelingen in Antwerpen, Gent en Hasselt die de naam PASS-Actief dragen. Deze afdelingen organiseren activiteiten zoals uitstapjes en korte reizen. Verder zijn er ook nog enkele jongerenafdelingen.

## Rent an Autist
Een aantal PASS-leden startte in 2006 met het project Rent an Autist. Bedoeling van dit project is om jaarlijks een aantal dagen te voorzien waarbij mensen zonder autisme een persoon met autisme kunnen “inhuren” om een gesprek aan te gaan. Mensen kunnen dan vrij vragen stellen. De bedoeling van het project is om mensen kennis te laten maken met een persoon met autisme en op die manier onder meer een aantal vooroordelen proberen weg te werken die bestaan over autisme.